# Cléa Simões
Cléa Simões nome artístico de Esther Alexander de Andrade (Belém, 4 de janeiro de 1927 — Niterói, 24 de fevereiro de 2006) foi uma atriz brasileira.

## Biografia
Iniciou sua carreira na década de 1960. Participou de vários filmes clássicos do cinema brasileiro, como O Coronel e o Lobisomem (1979). Outros destaques foram os papéis em novelas como Deus nos Acuda (1992) e Fera Ferida (1993), ambas na Rede Globo, onde atuou em quatorze filmes e quinze novelas.
Integrou a Velha Guarda da escola de samba Portela. Seu último trabalho na televisão foi a novela Coração de Estudante, em 2002 na qual viveu a empregada Naná do protagonista vivido por Fábio Assunção.

### Morte
Morreu em 2006, vítima de falência múltipla dos órgãos aos setenta e nove anos de idade, no Hospital das Clínicas de Niterói, cidade na região metropolitana do Rio de Janeiro. Seu corpo foi enterrado no Cemitério de São Francisco Xavier, localizado no centro da cidade do Rio de Janeiro.

## Filmografia

### Cinema
| Ano  | Título                              | Personagem         |
| ---- | ----------------------------------- | ------------------ |
| 2000 | Woman on Top                        | Serafina           |
| 1993 | Menino de Engenho                   | Generosa           |
| 1991 | Demoni 3                            | Enfermeira         |
| 1989 | Solidão, uma Linda História de Amor | —                  |
| 1979 | O Coronel e o Lobisomem             | Dona Francisquinha |
| 1978 | A Deusa Negra                       | —                  |
| 1977 | Essa Freira É Uma Parada            | Zefa               |
| 1977 | Ladrões de Cinema                   | Inácia             |
| 1977 | Ódio                                | Almerinda          |
| 1977 | Quem Matou Pacífico?                | Maria Rezadeira    |
| 1975 | Costinha, o Rei da Selva            | Bico de Lacre      |
| 1974 | Essa Gostosa Brincadeira a Dois     | Edith              |
| 1973 | Como É Boa Nossa Empregada          | Gertrudes          |
| 1973 | Em Compasso de Espera               | Mãe                |
| 1960 | Macumba Love                        | Symanthemum        |
| 1959 | Mistério da Ilha de Vênus           | Mãe de Santo       |

### Televisão
| Ano  | Título                        | Personagem                                       | Notas                              |
| ---- | ----------------------------- | ------------------------------------------------ | ---------------------------------- |
| 1965 | A Moreninha                   | —                                                |                                    |
| 1966 | Eu Compro Esta Mulher         | Guadalupe                                        |                                    |
| 1967 | A Rainha Louca                | Ximena                                           |                                    |
| 1971 | Bandeira Dois                 | Chica                                            |                                    |
| 1972 | Uma Rosa com Amor             | Elisa                                            |                                    |
| 1975 | Senhora                       | Anastácia                                        |                                    |
| 1976 | Vejo a Lua no Céu             | Mariana                                          |                                    |
| 1977 | Sem Lenço, sem Documento      | Berenice                                         |                                    |
| 1978 | O Direito de Nascer           | Dolores                                          |                                    |
| 1979 | Os Gigantes                   | Mãe de Santo                                     |                                    |
| 1981 | Caso Verdade                  | —                                                | Episódio: "A Caçadora de Vampiros" |
| 1982 | Sol de Verão                  | Cida da Luz                                      |                                    |
| 1984 | Meu Destino É Pecar           | Naná                                             |                                    |
| 1984 | Livre para Voar               | Cema                                             |                                    |
| 1990 | Desejo                        | Ana "Velha"                                      |                                    |
| 1991 | Estados Anysios de Chico City | —                                                |                                    |
| 1992 | Deus nos Acuda                | Pérola                                           |                                    |
| 1993 | Fera Ferida                   | Cleonice                                         |                                    |
| 1993 | Terça Nobre                   | Generosa                                         | Episódio: "Menino de Engenho"      |
| 1996 | Quem É Você?                  | Teresa                                           |                                    |
| 1996 | Caça Talentos                 | Integrante da Liga das Jovens Senhoras do Bairro |                                    |
| 1997 | Malhação                      | Dona Quinha                                      |                                    |
| 1999 | A Guerra dos Pinto            | Nazaré                                           |                                    |
| 2000 | Laços de Família              | Irene                                            |                                    |
| 2002 | Coração de Estudante          | Naná                                             |                                    |